# Вілєнкін Наум Якович
Наум Якович Вілєнкін (30 жовтня 1920, Москва — 19 жовтня 1991) — відомий математик і популяризатор математики.

## Біографія
Закінчив Московський державний університет (1942), доктор фізико-математичних наук (1950), професор (1951). З 1943 року працював у різних вишах, з 1961 року — в Московському заочному педагогічному інституті.
Перші роботи, а також дисертація Вілєнкіна, були присвячені теорії топологічних груп. Розвиваючи теорію характерів Понтрягіна, встановив зв'язок між системами характерів нульвимірних компактних абелевих груп, відомих також як системи Вілєнкіна, з класом ортонормованих систем кусково сталих функцій. Починаючи з 50-их років і по сьогоднішній день введені Вілєнкіним системи активно вивчаються у зв'язку з широким застосуванням в області цифрової обробки сигналів.
З середини 50-их працював над вивченням теорії представлень груп Лі, де отримав ряд результатів, пов'язаних з нескінченновимірними представленнями, побудованими Гельфандом і Наймарком.
Є автором широко відомої монографії «Спеціальні функції та теорія представлень груп» (1965, 1991), яка потім була (спільно з А. У. Клімиком) перетворена на «Representations of Lie groups and special functions» (1991−1993, 1995).
Написав науково-популярні книги «Розповіді про множини», «Комбінаторика», ряд шкільних підручників з математики.
Н. Я. Вілєнкіну присуджена премія ім. К. Д. Ушинського 1-го ступеня, 2-а премія на науково-популярні книги. Н. Я. Віленкін нагороджений знаком «Відмінник народної освіти».